# Christian Juel Madsen
Christian Juel Madsen var en dansk grafiker, tegner og maler. Han blev født den 24.12. 1890 i Odense og omkom i Kamakura den 1.9. 1923, under jordskælvet i Japan.

## Uddannelse
- Malerlære og Teknisk Skole i Odense

- 1909-1912 Det Kongelige Danske Kunstakademi, malerskolen hos Viggo Johansen og dekorationsskolen hos Joakim Skovgaard.[3]

## Stipendier og udmærkelser
- 1916: Akademiets stipendium
- Ukendt år: Den Neuhausenske Præmie for maleriet "Brændesamlere", udstillet på Charlottenborg[4]

## Kunstnerisk virke
Christian Juel Madsen nåede i sit korte liv at arbejde med sin kunst på ganske forskelligartede måder. Allerede i årene fra 1912-13 fik han en større udsmykningsopgave:

### FreskoudsmykningerpåBispebjerg Hospital
Arkitekten Martin Nyrop fik til opgave af tegne Bispebjerg Hospital, som blev indviet 19.9. 1913. Efter Martin Nyrops plan skulle sygestuerne udsmykkes, og Juel Madsen fik til opgave at udføre et større antal vægmalerier i form af fresker, i øvrigt sammen med Nyrops datter, Ernestine Nyrop. Ernestine Nyrop havde også været elev af Joakim Skovgaard på Kunstakademiets dekorationsskole.

### Malerier, tegninger og illustrationer
Juel Madsen arbejdede med landskabsmaleri og med figurmaleri. Malerierne er af offentligheden i dag ikke særligt kendte og vanskelige at finde frem til; maleriet "Jægeren" findes i Odense Museums samling. En passion for Juel Madsen var jagt, og han færdedes ofte med hund og gevær og iagttagelsesevne. Mange af malerierne og tegningerne udført mellem 1915-1918 har jagt, jægere og dyr som motiver. Han opnåede velvilje og et større salg på udstillingerne, og han modtog den Neuhausenske Præmie for maleriet "Brændesamlerne", som var udstillet på Charlottenborg. Det var ikke blot publikum og hans kunstnerkolleger, som glædede sig over hans billeder, men også pressen, og hans værker blev ofte gengivet i dagbladene. Samtidig arbejdede han som illustrator, til blandt andet det kendte magasin "Juleroser".

### Grafiske værker
Mange af Juel Madsens grafiske værker er i dag kendte, og det hænger blandt andet sammen med, at der findes eksemplarer af dem på mange danske kunstmuseer. En del af hans raderinger blev pligtafleveret i 1920 til Det Kongelige Bibliotek, der efterfølgende overlod dem til Kobberstiksamlingen i 1922. Tidsskriftet Billedkunst bragte i 2007 kunsthistorikeren Troels Andersens fortegnelse over raderingerne af Juel Madsen med billedgengivelse. Gengivelserne i tidsskriftet viser Juel Madsens fine evne til gennem stregtegningen i raderinger og ætsninger at gengive øjeblikket, som det levede foran hans øjne, som for eksempel: "Konen i Kaalen", fra 1916, med en kvindeskikkelse ved en mistrøstigt udseende kålmark; rejsende emigranter på "United States" oceandamperen; arbejdende menneskeskikkelser på gaden i New York i 1916; og fra Chicago 1916 et billede af lyset over huse og gade og muldyrenes rygge.
Juel Madsen udførte mange tegnede og raderede portrætter af kunstnerkolleger og andre kulturpersonligheder. Her skal blot nævnes forfatteren Johs. V. Jensen; maleren og grafikeren Hans Nikolaj Hansen; maleren Peter Hansen; politikeren Frederik Borgbjerg; forfatteren og oversætteren Ejnar Thomassen; maleren Bruno Liljefors og Blanka Liljefors samt maleren Isaac Grünewald. Kendest i offentligheden er måske raderingen af "maleren, der maler maleren": Poul S. Christiansen, der maler Niels Larsen Stevns.
I 1919 udstillede Juel Madsen to steder i København: hos kunsthandlerne Bergenholz og Kleis. Udstillingerne viste både malerier, tegninger og grafik. Katalogteksten til udstillingen hos Georg Kleis var skrevet af russeren Leo Feigenberg, der havde forladt Rusland ved udbruddet af krigen i 1914. Han mødte Juel Madsen på amerikabåden "United States" i 1916. Mødet blev begyndelsen på et venskab, og teksten til kataloget rummer derfor Feigenbergs personlige iagttagelser af kunstneren og mennesket Juel Madsen og et dybere kendskab til hans kunstneriske virke.
Fra Leo Feigenbergs katalogtekst citeres her: "Det særlige ved denne udstilling, for hvilken jeg skriver disse linier, er det, at den er retrospektiv. Skønt kunstneren endnu ikke er 30 år, er denne udstilling hans sidste. To ting er mærkelige herved: at han så hurtigt slutter sit arbejde, og at han så tidligt har nået fremgang for det. I hvert tilfælde berettiger kunstnerens så tidlige ophør med arbejdet til et par menneskelige ord som forklaring.
Juel Madsen forklarer selv i et af sine breve, at grunden til hans tidlige farvel til kunsten er den, at hans syn bliver dårligere og dårligere, at det er en nervøs og tiltagende sygdom, som tvinger ham til så tidligt at sætte punktum for sin kunstneriske bane. I samme brev siger han: "Jeg anser mig for et ganske almindeligt menneske, der måske har været lidt mere lykkelig end flertallet af menneskene og som - efter andres udtalelser at dømme - har været i besiddelse af lidt talent. Jeg synes ikke mere jeg kan udnytte det og holder derfor op."
Juel Madsens liv tog efter udstillingen en ganske ny drejning. Tidligere havde han foretaget flere rejser i Europa og til Amerika.

### Rejser
I London havde Juel Madsen truffet aftale med redaktionen af det illustrerede blad "The Graphic" om at levere tegninger til bladet. Han ville rejse som krigskorrespondent til det borgerkrigshærgede Rusland. Han indledte rejsen i 1920. Han fik tilladelse fra det engelske kommissariat og fra den øverstbefalende for den frivillige hær til at færdes i krigszonen, hvorfra han skildrer borgerkrigens myrderier og krigens hverdag. Hans ledsagende reportageagtige tegninger viser også krigens dagligdag, kosakker, Krim-tartarer og den russiske befolkning. Han efterlod sig ved sin død et manuskript, som blev udgivet på Gyldendal i 1923 med titlen "Jagt og Krig", med forord af litteraturkritikeren Henning Kehler.
Juel Madsen foretog endvidere rejser til Indien via Ægypten, til Kina og sluttelig til Japan.

## Udstillinger
- Ukendte år: Charlottenborg Udstillingsbygning
- Ukendte år: Stockholm, Kristiania

- 1919: Bergenholz Kunsthandel, København
- 1919: Georg Kleis Kunsthandel, København

## Værker i offentlig eje
- Ca. 1918: Portrætsamlingen på Det Kongelige Bibliotek; tegning, blyant og tusch, af Poul S. Christiansen, der maler Niels Larsen Stevns. Tegningen udgør bagsiden til Juel Madsens tegning af skuespilleren Valdemar Møller og findes under dennes navn
- Fl. år, ukendte: Raderinger og ætsninger er desuden en del af samlingerne på Faaborg Museum og Fuglsang Kunstmuseum
- Ukendt år: Odense Museum, maleriet "Jægeren"
- Ukendt år: SMK, tre raderinger
- 1922: Kobberstiksamlingen modtager en del af de udgivne raderinger fra Det Kongelige Bibliotek
- Ukendt år: British Museum, 4 tryk
- 1947: Vejlemuseerne modtager to raderinger fra Det Kongelige Bibliotek
- 2001: Silkeborg Bad modtager fotograf Thomas Pedersens grafiksamling, herunder 16 tryk af Juel Madsen